# UVERworld
UVERworld (на японски: ウーバーワールド, Ūbāwārudo?) е рок група в Кусацу, префектура Шига, Япония.
Известна е със смесването на музикални жанрове като електронен рок и бийтбокс. Талисманът на групата UVERchan, определян като „невидимият шести член на UVERworld“, е измислен герой, наподобяващ мече и прилеп. Той се появява на няколко от техните дискове.

## История
Групата е сформирана под името Sangoku Road в състав от 7 души през 2003 г. Продадени са 3000 броя от техния първи демодиск. Двама от групата напускат – Сейка и Хико. Вокалистът сменя своя псевдоним и групата се преименува на UVERworld.
През 2005 г. групата подписва договор с лейбъла „gr8! records“, който е подразделение на Sony Music Records. Дебютният им сингъл е D-technoLife.
На 15 февруари 2006 г. излиза първият албум на групата Timeless. На 21 февруари 2007 г., излиза и вторият им албум BUGRIGHT.

## Членове
- Такуя (TAKUYA, р. 21 декември 1979) – вокали и програмиране
- Кацуя (Katsuya, р. 22 февруари 1981) – китара
- Акира (Akira, р. 8 март 1984) – китара
- Нобуто (Nobuto, р. 14 февруари 1980) – бас китара
- Шинтароу (Shintarou, р. 5 ноември 1983) – барабани